# Лехниця
Лехниця (словац. Lechnica) — село в Словаччині, Кежмарському окрузі Пряшівського краю. Розташоване на півночі східної Словаччини в горах Списької Маґури в долині потока Гавка недалеко кордону з Польщею.
В селі є римо-католицький костел св. Йодока з 1827 року.

## Історія
Вперше село згадується у 1319 році.

## Населення
| Рік:            | 1994. | 2004.   | 2014.    | 2024.   |
| --------------- | ----- | ------- | -------- | ------- |
| Кількість осіб: | 287   | 315     | 266      | 263     |
| Різниця:        |       | +9,75 % | -15,55 % | -1,12 % |

| Рік:            | 2023. | 2024.   |
| --------------- | ----- | ------- |
| Кількість осіб: | 260   | 263     |
| Різниця:        |       | +1,15 % |

В селі проживає 290 осіб.
Національний склад населення (за даними останнього перепису населення — 2001 року):
- словаки — 98,37 %
- чехи — 0,65 %

Склад населення за приналежністю до релігії станом на 2001 рік:
- римо-католики — 90,20 %,
- греко-католики — 0,33 %,
- не вважають себе віруючими або не належать до жодної вищезгаданої церкви — 7,19 %